# Smrekowy Żleb

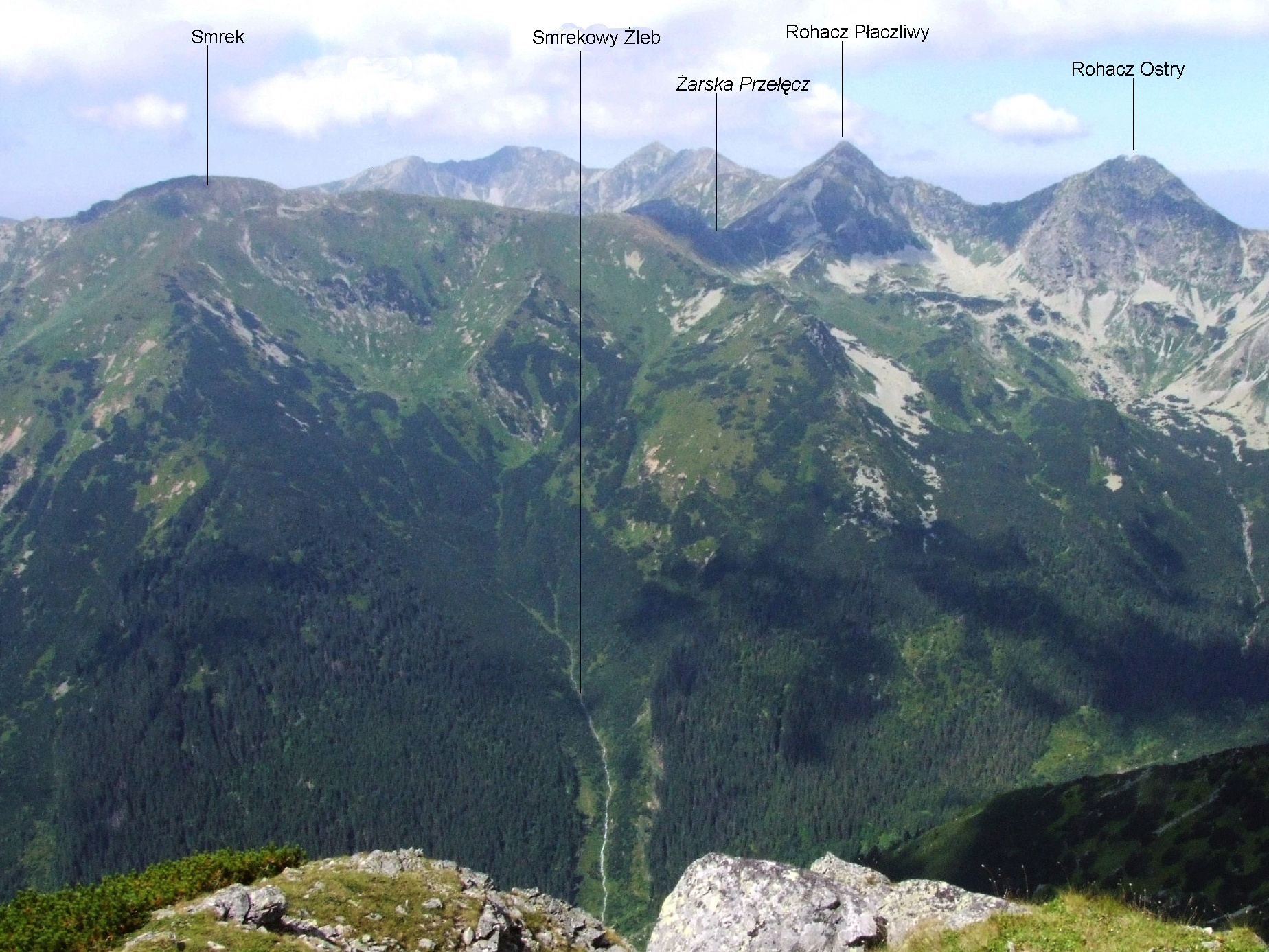
Widok z Otargańców

Smrekowy Żleb – żleb w słowackich Tatrach Zachodnich. Opada spod północno-wschodniej grani Smreka (2072 m) do zarośniętej już Polany pod Smrekiem położonej na wysokości około 1200 m. Deniwelacja tego żlebu wynosi więc około 870 m. Zimą Smrekowym Żlebem schodzą lawiny. Górna, lejkowata część żlebu zbiera śnieg z grani od wierzchołka Smreka po  grzędę pomiędzy Smrekiem a Żarską Przełęczą. Dołem żleb zacieśnia się w jedno koryto. Schodzące lawiny systematycznie niszczą w nim las. Dolną częścią żlebu spływa niewielki potok, jeden z prawych dopływów Jamnickiego Potoku.